# McDonnell Douglas KC-10 Extender
KC-10 Extender je avio-cisterna koja služi za za nadopunu goriva drugih zrakoplova tijekom leta kojeg koristi Ratno zrakoplovstvo SAD-a. Nastao je na osnovi linijskog putničkog aviona DC-10-30.

## Dizajn i razvoj
Sumnje da KC-135 flota ne može pokriti globalne potrebe SAD-a s ovom vrstom aviona nastale su još početkom Vijetnamskog rata. U to vrijeme avio-cisterne su bile angažirane u jugoistočnoj Aziji za podršku taktičkim zrakoplovima i strateškim bombarderima a pritom su morale i zadržati potporu floti nuklearnih bombardera baziranih u SAD-u. Sumnje su rezultirale početak istraživanja izvedivosti izrade avio-cisterne s većim kapacitetom od KC-135, ali značajnijeg napretka nije bilo radi nedostatka financijskih sredstava.
Američka opskrba Izraela oružjem tijekom Jomkipurskog rata 1973. godine pokazalo je neophodnost povećanja kapaciteta za dopunu goriva tijekom leta. Radi zabrane slijetanja ovih aviona u Europi, C-5 Galaxy su bile prisiljene nositi djelić njihovog maksimalnog korisnog tereta na direktnim letovima iz kontinentalnih dijelova SAD-a za Izrael. Posada C-5 je radi toga ubrzo prošla trening za nadopunu goriva tijekom leta što je dovelo do potrebe za više novih, opremljenijih avio-cisterni.
1975. godine, pod projektom  "Teretni zrakoplovi/ napredne cisterne", razmatrana su četiri programa: C-5, Boeing 747, McDonnell Douglas DC-10 i Lockheed L-1011. U prosincu 1977. Ratno zrakplovstvo SAD-a, u odnosu na B-747, prednost daje DC-10 McDonnell Douglasu. Redizajn za KC-10 uključivao je samo neke preinake inačice DC-10-30CF. Glavne promjene odnosile su se na ugradnju kontrolne stanice u stražnjem dijelu trupa aviona za kontrolu sustava nadopune tijekom leta kao i ugradnju dodatnih spremnika goriva ispod glavne palube.
KC-10 je opremljen s oba sustava nadopune, izvlačivim teleskopskim sustavom (en.: Boom) na centralnoj liniji aviona i "priključak-konus"  sustavom s crijevom koji se izvlači na desnoj strani stražnjeg dijela trupa aviona  Ostale promjene na DC-10-30CF uključuju uklanjanje većine teretnih vrata i prozora.
Prvi KC-10 poletio je 12. srpnja 1980. godine. Prvi zrakoplovi bili su prepoznatljivi po svijetlo sivoj boji donjeg dijela trupa i bijeloj na gornjem dijelu. Kasnije je korištena sivo-zelena kamuflažna boja a u novije vrijeme zrakoplovi su sivi. KC-10 operator se nalazi u stražnjem dijelu aviona sa širokim prozorom za praćenje nadopune.
Flota KC-10 je kasnije izmijenjena s dodatnim sustavima ovješenim ispod krila.  Osim Ratnog zrakoplovstva SAD-a dopunjavanje gorivom sustavima ugrađenim na KC-10 omogućeno je i za avione Ratne mornarice SAD-a, Korpusa mornaričkog pješaštva SAD-a, NATO-a i većine savezničkih aviona.

### KDC-10
1984. godine pokazala se potreba za novim teretnim zrakoplovom za Zračne snage Nizozemske. Zahtjevan je veliki teretni zrakoplov s doletom od najmanje 4.500 km te sposoban puniti gorivom F-16. 1992., dva DC-10-30CFs su kupljena (s mogućnosti povratnog korištenja) od Martinaira. Kada je jedan od zrakoplova bio izgubljen u nesreći, kupljen je i treći martinairov avion.
Modifikacija aviona je urađena preko Američkog programa za vojnu prodaju koja je ugovor potpisala s McDonnell Douglasom. Troškovi modifikacije su prvobitno procijenjeni na 89,5 milijuna dolara a zrakoplov je trebao biti opremljen s obje vrste sustava nadopune goriva. Međutim, kako u McDonnell Douglasu nisu imali iskustva s traženim sustavom s daljinskim operatorom nadopunjavanja goriva i radi trećeg zrakoplova koji se razlikovao od prva dva, program nije mogao biti izvršen u proračunu. Odustajanjem od "priključak-konus"  sustava i fiksnog odjelnog zida između teretnog i putničkog dijela trošak je mogao biti sveden na 96 milijuna dolara. Radi danjeg pokrivanja uvećanih troškova McDonnell Douglas je dio posla prepustio nizozemskim tvrtkama. Pretvorba prvog zrakoplova je rađena od listopada 1994. do rujna 1995. a od veljače do prosinca 1995. modificiran je drugi zrakoplov. Posao je trajao dulje nego što je planirano, uglavnom zato što McDonnell Douglas nije isporučivao dijelove na vrijeme. To je opet povećalo troškove, što je kompenzirano sa zadržavanjem cijene na ugovorenih 96 milijuna dolara za AH-64 Apaches koje su Zračne snage Nizozemske također kupile od McDonnell Douglasa.